# Порічки колосисті
Порічки колосисті, смородина колосиста (Ribes spicatum), синонім — порічки пухнасті, смородина пухнаста (Ribes pubescens) — рослина з родини аґрусових.
Кущ до 1,5 м заввишки, з міцними світло-коричневими пагонами та корою, що вкрита тріщинами. Бруньки яйцеподібно-конічні 4-10 мм завдовжки, буруваті, притиснуті чи трохи виступають. Брунькові луски вкриті рідкими білими волосками, по краю війчасті. Листкові рубці трикутні, відносно широкі, світлі, блідо-сірі. Плід — ягода червоного кольору, 5-8 мм в діаметрі, кисла на смак.
Росте в хвойних, рідше листяних лісах на галявинах, вздовж берегів річок і озер. Доволі рідкісний вид, потребує охорони.

## Синоніми
- Ribes heteromorphum
- Ribes pubescens
- Ribes scandicum
- Ribes schlechtendalii[3]